# Hanna Witczak
Hanna Małgorzata Witczak (ur. 1 stycznia 1972 w Puławach) – polska prawnik cywilista, specjalista z zakresu prawa spadkowego, dr hab. nauk prawnych, profesor KUL i prodziekan Wydziału Prawa, Prawa Kanonicznego i Administracji Katolickiego Uniwersytetu Lubelskiego Jana Pawła II.

## Życiorys
Ukończyła w 1997 studia prawnicze na Wydziale Prawa, Prawa Kanonicznego i Administracji KUL. W 2004 obroniła rozprawę doktorską pod tytułem Ustanie wieczystego użytkowania, której promotorem był Henryk Cioch. Następnie 4 listopada 2014 habilitowała się na podstawie pracy zatytułowanej Wyłączenie od dziedziczenia na mocy orzeczenia sądu. Objęła funkcję adiunkta w Instytucie Prawa i prodziekana na Wydziale Prawa, Prawa Kanonicznego i Administracji Katolickiego Uniwersytetu Lubelskiego Jana Pawła II.

## Publikacje
- 2006: Ustanie użytkowania wieczystego - wygaśnięcie prawa czy stosunku prawnego[1]
- 2007: Odpowiedzialność za zachowek[1]
- 2009: Uprawnienia rodziców i dziadków spadkodawcy w dziedziczeniu ustawowym w nowym stanie prawnym[1]
- 2009: Skutki wyłączenia od dziedziczenia[1]